# Storbulgarien

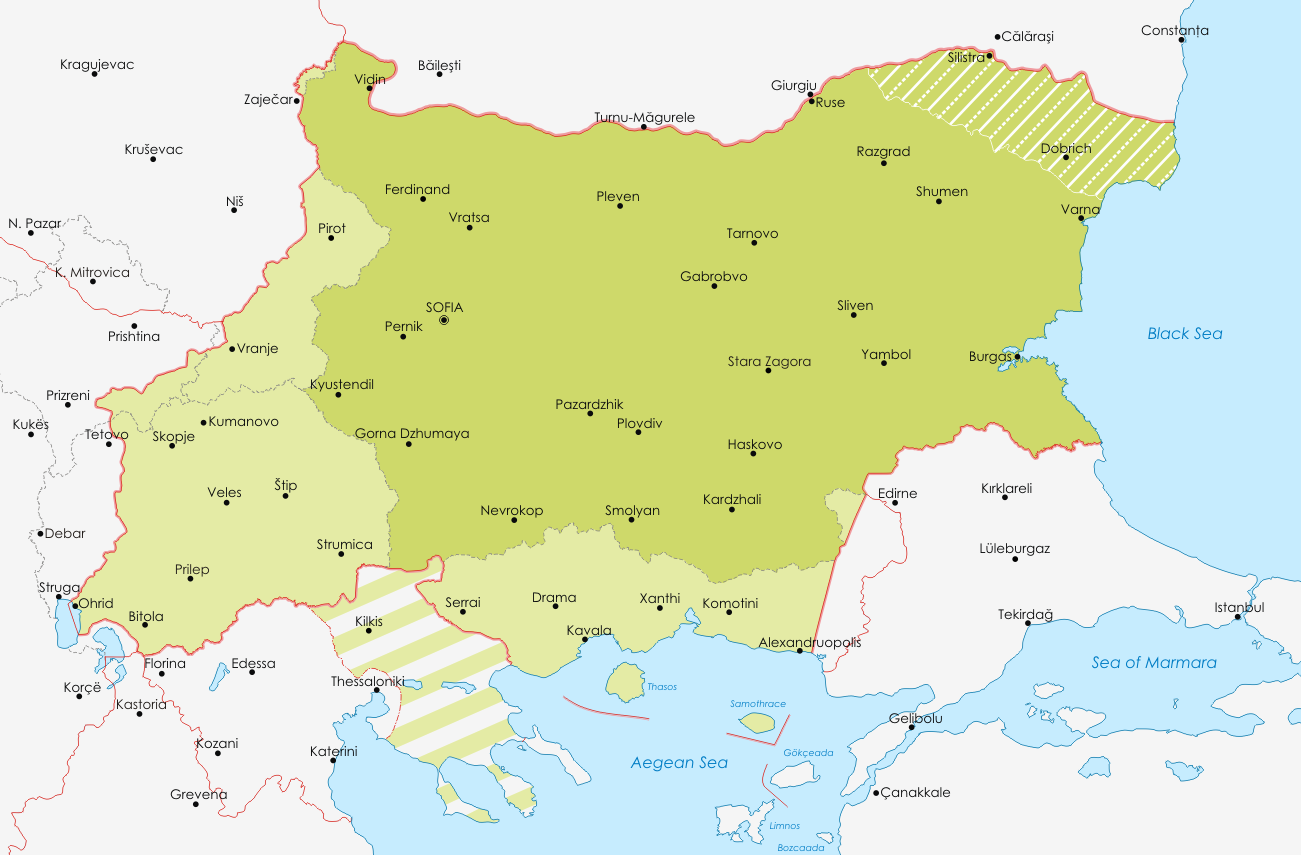
Bulgarien under andra världskriget.

Storbulgarien är en beteckning använd av bulgariska nationalister på ett utvidgat Bulgarien, som omfattar merparten av Makedonien, Thrakien och Moesia. Idén om ett Storbulgarien uppstod för första gången efter freden i San Stefano år 1878. Bulgarisk irredentism och nationalism blomstrade efter upprättandet av den moderna bulgariska staten år 1878. Berlinkongressen senare samma år ledde till att delar av landområdena landet fick tilldelat sig från freden i San Stefano återfördes till Osmanska riket.
I början av 1900-talet uppstod det oroligheter runt vem som skulle ha kontroll över Makedonien. Osmanska riket, Bulgarien, Grekland och Serbien kämpade om detta område under både första Balkankriget (1912-1913) och andra Balkankriget (1913). Under första världskriget kämpade man om kontrollen över området genom makedonska fronten.
Innan Bulgarien gick in i andra världskriget på axelmakternas sida återförde Bulgarien Syddobrudzja genom Freden i Craiova år 1940. Landområdena som omfattar beteckningen Storbulgarien uppnåddes i hög grad under andra världskriget. Som en belöning för att Bulgarien kämpade på samma sida som med axelmakterna gav Nazityskland landet landområden i Grekland (Östmakedonien och Västthrakien) och den makedoniska delen av Jugoslavien. Bortsett från Syddobrudzja återfördes samtliga landområden som Bulgarien fick kontroll över under andra världskriget till sina respektive ägare (Parisfreden).